# Convención Esquivel-Holguín
El Tratado Esquivel-Holguín fue un acuerdo suscrito en la ciudad de Bogotá el 4 de noviembre de 1896 entre los Ministros Plenipotenciarios Ascensión Esquivel y Jorge Holguín, representantes de las Repúblicas de Costa Rica y de Colombia respectivamente, por medio del cual ambos países aceptaban al presidente francés como árbitro en sus diferencias limítrofes. Ambos países entregaron sus respectivos alegatos y documentación que apoyaba sus correspondientes pretensiones en 1897 frente al Ministro de Relaciones Exteriores de Francia, Gabriel Hanotaux.
Debido a que el gobierno de Colombia consideraba caducadas las convenciones arbitrales de 1880 y de 1886, el gobierno de Costa Rica envió a Ascensión Esquivel con instrucciones precisas de sostenerlas como válidas, y en caso de negociarse una nueva, proponer como árbitros a los presidentes de Argentina, Estados Unidos, Francia, México o Chile. Esquivel se presentó en Bogotá el 10 de agosto de 1896 y logró iniciar negociaciones el 26 de septiembre con el canciller Jorge Holguín, quien aceptó que las convenciones previas eran válidas, pero que el árbitro debería ser el presidente de Francia, México o Suiza. Finalmente el 4 de noviembre del mismo año firmaron la nueva convención, que revalidaba las de 1880 y 1886, y designaba como árbitro al presidente francés.